# Schelichow-Bucht
Die Schelichow-Bucht (russisch залив Шелихова) ist ein Golf des Ochotskischen Meeres zwischen dem sibirischen Festland und der Halbinsel Kamtschatka im fernöstlichen Russland. Benannt wurde sie nach dem russischen Entdecker Grigori Iwanowitsch Schelichow.

## Geographische Lage
Der nordöstliche Teil des Ochotskischen Meers bildet als Schelichow-Bucht eine große Meeresbucht, die vom sibirischen Festland im Westen und der Halbinsel Kamtschatka im Osten eingefasst wird. Die Bucht wird durch die an der sibirischen Küste vorspringende kleinere Halbinsel Taigonos in zwei Hauptarme unterteilt, den Gischigabusen im Westen und den Penschinabusen im Osten. Insgesamt hat der Golf eine nord-südliche Ausdehnung von etwa 670 km und eine ost-westliche Ausdehnung von ungefähr 300 km.